# Round de Cuyo
Round es una isla situada en el mar de Joló. Forma parte del Archipiélago Cuyo, un grupo de cerca de 45 islas situadas al noreste de la isla  de Paragua, al sur de Mindoro y Panay.
Administrativamente forma parte de  uno de los 17 barrios que forman el municipio de Cuyo perteneciente a la provincia de Paragua en Filipinas.
Situada 21 km al noroeste de las islas de Quinimatín y Quinimatín Chico, siendo la isla del archipiélago situada más hacia poniente.
La zona horaria  es UTC/GMT+8.